# Frank Warnecke

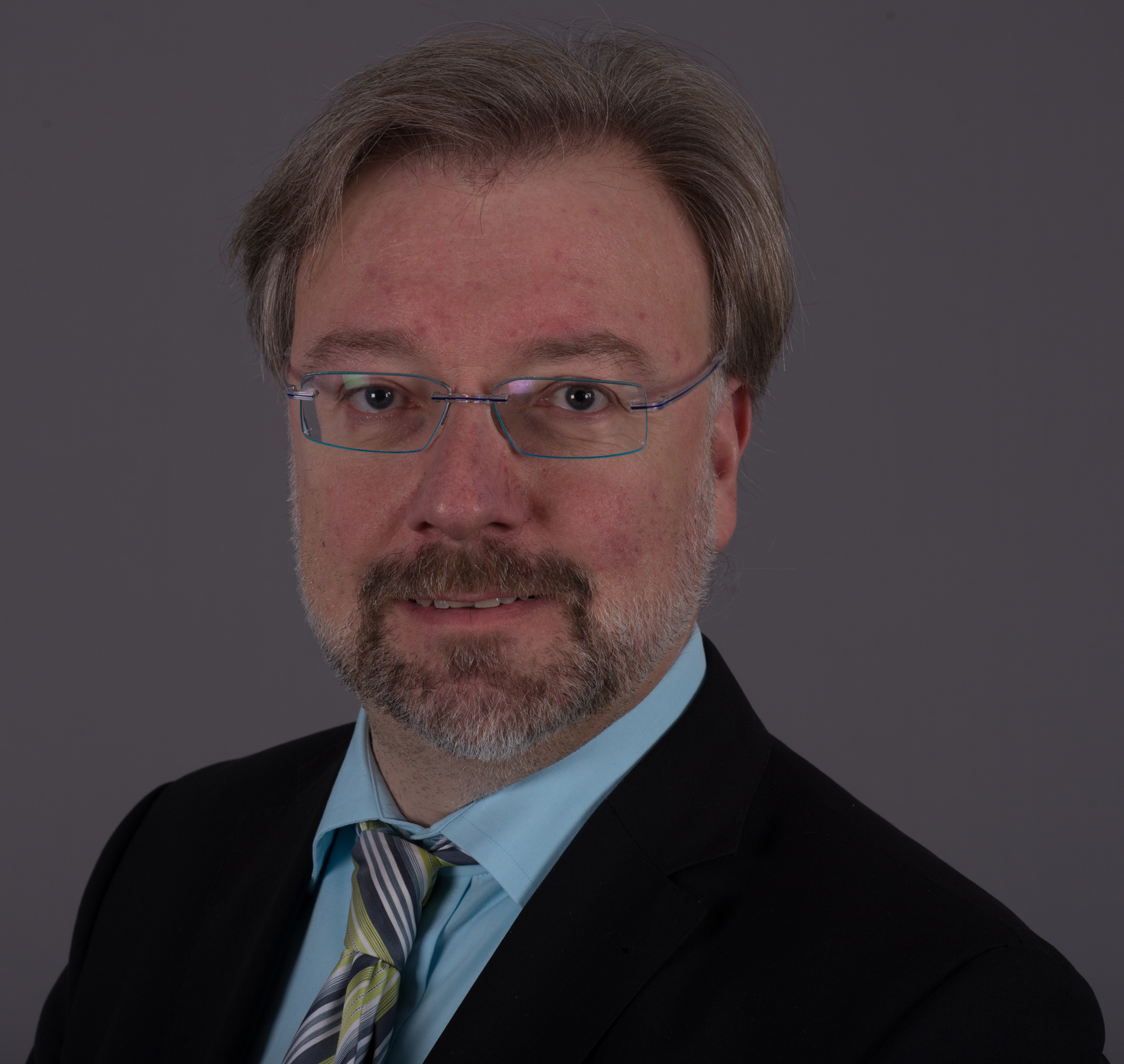
Frank Warnecke, 2016

Frank Warnecke (* 16. März 1965 in Erfurt) ist ein deutscher Politiker (SPD) und war von 2014 bis 2019 Abgeordneter des Thüringer Landtages.

## Leben
Nach dem Besuch der POS absolvierte Warnecke eine Ausbildung als Wartungsmechaniker. Im Anschluss arbeitete er als Wartungsmechaniker für Daten- und Büromaschinen beim Vertrieb der Robotron in Erfurt. Seit Mai 1991 betätigt er sich als Berater für den Mieterverein Erfurt. Von 2001 bis 2014 war er Geschäftsführer des Erfurter Mietervereins und Landesgeschäftsführer Thüringen des Deutschen Mieterbundes.

## Politik
Warnecke ist seit 1989 Mitglied der SPD und gehörte von 2000 bis 2004 und seit 2009 dem Erfurter Stadtrat als Fraktionsvorsitzender an. Dort gehört er dem Ausschuss für Bau und Verkehr sowie dem Hauptausschuss an. Bei der Landtagswahl in Thüringen 2014 errang er ein Mandat über die Landesliste der SPD Thüringen. Dort ist er Mitglied im Ausschuss für Infrastruktur, Landwirtschaft und Forsten sowie im Ausschuss für Wirtschaft und Wissenschaft. Warnecke war von 2014 bis zu seinem Rücktritt im Juni 2019 stellvertretender Vorsitzender der SPD-Landtagsfraktion. Bei der Landtagswahl in Thüringen 2019 erhielt er kein Mandat.
Warnecke ist Aufsichtsratsvorsitzender der Kommunalen Wohnungsgesellschaft Erfurt (KoWo) sowie Aufsichtsratsmitglied der Stadtwerke Erfurt (SWE).

## Ehrenamtliches Engagement
Warnecke ist Vorsitzender des Vereins Mitmenschen e.V., stellvertretender Vorsitzender des Mietervereins Erfurt e.V. sowie stellvertretender Vorsitzender der Thüringer Zoopark-Stiftung.